# Les gens heureux lisent et boivent du café
Les gens heureux lisent et boivent du café est le premier roman d’Agnès Martin-Lugand, paru le 27 décembre en format ebook sur la plate-forme d’autoédition Kindle d'Amazon, puis le 6 juin 2013 aux éditions Michel Lafon.

## Résumé
La vie peut basculer en un battement de cils et Diane, mariée à Colin et maman de la petite Clara, en fait la cruelle expérience. En observant avec tendresse les siens quitter la maison, ce matin-là, elle ne se doute pas qu’elle ne les reverra plus vivants. Dans la journée, Colin et Clara meurent dans un accident de voiture. La jeune femme est anéantie. Les mois passent et elle n'arrive pas à surmonter sa douleur malgré la présence constante de son meilleur ami Félix et du café littéraire dont elle est la gérante. Celui-ci est situé dans le quartier du Marais, à Paris. 
Une année plus tard, la jeune femme est toujours en proie au chagrin et elle finit par tout quitter, appartement, travail, famille et amis. Son objectif, quitter tout ce qui lui rappelle sa vie passée, son bonheur avec son mari et sa petite fille. Félix prend en charge le café littéraire, laissant partir Diane. La jeune femme trouve refuge dans la petite ville de Mulranny, en Irlande, un pays où Diane n’a aucune attache, aucune connaissance, pour ouvrir un nouveau chapitre de sa vie. Les personnes qu'elle va rencontrer vont-elles pouvoir l'aider à avancer et surmonter son chagrin sans oublier les êtres aimés perdus si tragiquement ?

## Historique
Fruit d'un accompagnement littéraire que l'autrice a suivi auprès de l'écrivain Laurent Bettoni, le roman paraît en 2012 en format e-book sur la plateforme Kindle en autoédition, puis en 2013, en format classique, chez l'éditeur Michel Lafon,.
Il bénéficie d'une suite parue en 2015, La vie est facile, ne t'inquiète pas.
Les deux romans ont été regroupés dans une édition collector parue le 16 mai 2024 aux éditions Pocket.

## Adaptation
En 2019, parait une adaptation de Les gens heureux lisent et boivent du café en roman graphique, avec le concours de Véronique Grisseaux (scénariste) et de la dessinatrice Cécile Bidault, toujours chez le même éditeur.

## Ventes
En 2018, le livre s'est vendu à 600 000 exemplaires au total, tous formats confondus.

## Éditions internationales
Happy People Read and Drink Coffee :
- Perseus Books, États-Unis, Australie, Canada
- Laguna, Serbie
- Motto, République Tchèque, Slovaquie
- Blanvalet, Allemagne
- Alfaguara, Espagne
- Sperling & Kupfer, Italie
- Tanapaev, Estonie
- Wielka Litera, Pologne
- Forum Bokforlaget, Suède
- Mistral, Pays-Bas
- Corpus, Russie
- Kinneret, Israël
- ERA, Bulgarie
- SIA J.L.V, Lettonie
- Libri, Hongrie
- Baltu Lanku, Lituanie
- Cappelen damm, Norvège
- Guerra y Paz, Portugal
- Editura trei, Roumanie
- Stahoro Leva, Ukraine
- Egmont, Croatie
- Politikens, Danemark
- Epsilon Yayincilik, Turquie
- Thinkingdom Media Group Ltd., Red Dot Publishing, Chine
- Emily Publishing, Taïwan
- Munhaksegye-sa, Corée